# Tony (Wisconsin)
Tony és una població dels Estats Units a l'estat de Wisconsin. Segons el cens del 2000 tenia 105 habitants.

## Demografia
Segons el cens del 2000, Tony tenia 105 habitants, 43 habitatges, i 27 famílies. La densitat de població era de 20 habitants per km².
Dels 43 habitatges en un 25,6% hi vivien nens de menys de 18 anys, en un 48,8% hi vivien parelles casades, en un 9,3% dones solteres, i en un 34,9% no eren unitats familiars. En el 32,6% dels habitatges hi vivien persones soles el 23,3% de les quals corresponia a persones de 65 anys o més que vivien soles. El nombre mitjà de persones vivint en cada habitatge era de 2,4 i el nombre mitjà de persones que vivien en cada família era de 3.
Per edats la població es repartia de la següent manera: un 23,8% tenia menys de 18 anys, un 8,6% entre 18 i 24, un 26,7% entre 25 i 44, un 23,8% de 45 a 60 i un 17,1% 65 anys o més.
L'edat mediana era de 36 anys. Per cada 100 dones de 18 o més anys hi havia 86 homes.
La renda mediana per habitatge era de 21.563 $ i la renda mediana per família de 31.250 $. Els homes tenien una renda mediana de 26.875 $ mentre que les dones 21.250 $. La renda per capita de la població era de 16.328 $. Aproximadament el 16,7% de les famílies i el 17,4% de la població estaven per davall del llindar de pobresa.

## Poblacions més properes
El següent diagrama mostra les poblacions més properes.